# Cophogryllus delalandi
Cophogryllus delalandi är en insektsart som beskrevs av Henri Saussure 1877. Cophogryllus delalandi ingår i släktet Cophogryllus och familjen syrsor. Inga underarter finns listade i Catalogue of Life.